# Parablastothrix uncinctipes
Parablastothrix uncinctipes är en stekelart som först beskrevs av Girault 1915.  Parablastothrix uncinctipes ingår i släktet Parablastothrix och familjen sköldlussteklar. Inga underarter finns listade i Catalogue of Life.